# Chronological Classics
La Chronological Classics è una collana di 965 CD curata dal 1989 dal francese Gilles Pétard per la casa discografica transalpina Classics Records.
Ogni compact disc (alcuni artisti, specie i più noti e prolifici in sala d'incisione, raccolgono ognuno oltre dieci pubblicazioni) è dedicato ai pionieri della musica jazz.
Le registrazioni solitamente coprono un periodo di tempo che va dagli anni venti fino agli anni cinquanta.
La collana discografica iniziò con il numero di serie 500, nel 1990.
Tra i grandi musicisti jazz pubblicati dalla collezione della Classics Records da ricordare: Benny Goodman, Louis Armstrong, Django Reinhardt, Count Basie, Glenn Miller, Duke Ellington, Ella Fitzgerald (che inaugurò la serie con Ella Fitzgerald 1935-1937) e tantissimi altri, alcuni dei quali riscoperti grazie a queste pubblicazioni.
Ogni singola pubblicazione indica già dal titolo il periodo cronologico in cui si estendono le registrazioni, il retrocopertina reca naturalmente il titolo di ogni singolo brano (spesso oltre venti pezzi) e la durata degli stessi, l'interno del libretto (booklet) è corredato dalla lista dei brani con gli autori, la data di registrazione e la durata, la seconda pagina comprende la formazione dei musicisti (ed i relativi strumenti suonati), il luogo e la data (alcune volte sostituita con un punto di domanda per quelle non conosciute) in cui furono incisi i brani, a fianco delle canzoni l'etichetta discografica ed il codice in cui fu pubblicata la prima volta, alcune volte può apparire la nota unissued (ossia inedito), l'ultima parte del libretto reca una lista parziale del catalogo The Classics Chronological Series e le note biografiche dell'artista.
L'etichetta Classics Records, continuò le pubblicazioni fino al 2004, quando il distributore originale fallì. Il catalogo fu in seguito acquistato da Abeille Musique, che gestì l'etichetta fino al luglio del 2008.
Una curiosità che si può riscontrare in questa collana è il macroscopico errore tipografico che per anni i CD recarono nella parte superiore della copertina, invece di Chronological la grafia riportata era Chronogical, questa svista fu corretta solo nel 2005.